# Donald Malarkey

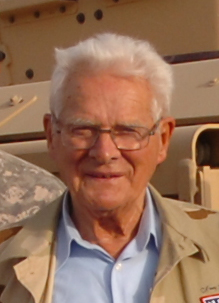
Don Malarkey, 2008

Donald G. „Don“ Malarkey (* 31. Juli 1921 in Astoria, Oregon; † 30. September 2017 in Salem, Oregon) war ein Fallschirmjäger der US Army des Zweiten Weltkrieges. Er wurde in der Miniserie Band of Brothers, an deren Büchern er mitwirkte, von Scott Grimes gespielt.

## Jugend und Familie
Malarkey verbrachte seine Jugend in Astoria, wo er die katholische Schule besuchte und sich als Sportler hervortat und die er 1939 absolvierte. Zudem war er bei der Freiwilligen Feuerwehr Astorias engagiert. Er begann an der Universität von Oregon sein Studium und war im ersten Semester, als die Japaner am 7. Dezember 1941 Pearl Harbor angriffen. Daraufhin meldete er sich freiwillig zum Militär.

## Zweiter Weltkrieg
Nach Absagen beim United States Marine Corps und beim Army Air Corps wurde Malarkey zum US-Heer eingezogen und meldete sich dort freiwillig zu den neu aufgestellten Fallschirmjägern der Army, da er in einem Artikel des Life Magazins gelesen hatte, dass es sich um deren beste Waffengattung handeln solle. Er absolvierte seine Grundausbildung in Camp Toccoa, Georgia, als einer der Besten. Anschließend wurde er der „Easy“ Kompanie des 2. Bataillons, 506. Fallschirmjäger Infanterieregiment der 101. Airborne Division zugeteilt. Nach der Verlegung nach England 1943 nahm er am D-Day teil, der Landung in der Normandie am 6. Juni 1944. Er sprang in der Nacht zum 6. mit seinem Regiment hinter den deutschen Stellungen ab und schaltete mit seinen Kameraden unter Richard Winters beim Brécourt Manor Assault deutsche Artilleriestellungen aus, wofür ihm der Bronze Star verliehen wurde.
Er kämpfte 23 Tage in der Normandie, 80 Tage in Holland, 39 Tage in der Ardennenschlacht bei Bastogne und über 30 Tage bei Hagenau an vorderster Front. Vor dem Luftlandeunternehmen Market Garden wurde er zum Sergeant befördert.
Da Malarkey nie schwer verwundet wurde, verbrachte er mehr Zeit im Gefecht als jeder andere Soldat der „Easy“ Kompanie.

## Nach dem Zweiten Weltkrieg
Nach seiner Entlassung aus der Armee studierte Malarkey bis 1949 Betriebswirtschaft. In dieser Zeit lernte er seine Frau Irene Moor kennen, mit der er bis zu deren Tod im April 2006 verheiratet war. Sie bekamen vier Kinder. Nach dem Studium zog das Paar nach Portland, Oregon, wo Malarkey als Versicherungs- und Immobilienmakler arbeitete. 1987 wurde er an der Universität von Oregon Professor für Geschichte. Ab 1989 unternahm er Reisen mit seinen ehemaligen Kameraden zu den alten Kriegsschauplätzen. Er berichtete öffentlich von seinen Erlebnissen und hielt Lesungen und Reden vor Schülern und Studenten. 2008 wurde sein Buch „Easy Company Soldier: The Legendary Combat of a Sergeant from World War II’s "Band of Brothers"“ veröffentlicht.
Nach dem Tod von Paul Rogers am 16. März 2015 war Malarkey das älteste überlebende Mitglied der Easy Company.
Zuletzt lebte er in Salem, Oregon, wo er am 30. September 2017 im Alter von 96 Jahren starb.

## Auszeichnungen
|  | Bronze Star mit einem Eichenblatt                                                           |
|  | Purple Heart                                                                                |
|  | Presidential Unit Citation mit einem Eichenblatt                                            |
|  | Good Conduct Medal                                                                          |
|  | Belgian World War II Service Medal                                                          |
|  | American Campaign Medal                                                                     |
|  | European-African-Middle Eastern Campaign Medal mit drei Service Stars und einer Pfeilspitze |
|  | World War II Victory Medal                                                                  |
|  | Army of Occupation Medal                                                                    |
|  | Croix de guerre mit Palme                                                                   |
|  | French Liberation Medal                                                                     |
|  | Légion d’Honneur mit Chevalier Status                                                       |
|  | Combat Infantryman Badge                                                                    |
|  | Parachutist Badge mit zwei Jump Stars                                                       |